# Musée Osamu-Tezuka
Le musée Osamu-Tezuka (宝塚市立手塚治虫記念館, Takarazuka shiritsu Tezuka Osamu Kinenkan) est un musée inauguré en 1994 et consacré à l'œuvre manga et animée d'Osamu Tezuka. Il est situé dans la ville de Takarazuka, dans la préfecture de Hyōgo au Japon.

## Historique
Le musée est inauguré en 1994 à Takarazuka, où Osamu Tezuka a passé une grande partie de sa jeunesse, de ses cinq à vingt-cinq ans.

## Collections
Un Walk of Fame situé à l'extérieur du musée présente les empreintes de différents personnages de Tezuka imprimées dans le béton.
La collection permanente est composée de 336 objets et œuvres réparties en deux catégories : « Takarazuka & Tezuka Osamu » et « Tezuka Osamu, writer » (littéralement « Osamu Tezuka, écrivain »), contenues dans de grandes capsules transparentes et futuristes,. Trois expositions thématiques prennent place chaque année dans la salle consacrée aux expositions temporaires.
Une pièce présente les œuvres animées du mangaka : « Atom Vision », où sont projetés des extraits de séries et de films animés, et « Anime Workshop » (littéralement « atelier d'animation »), qui retrace les techniques et l'histoire du cinéma d'animation.

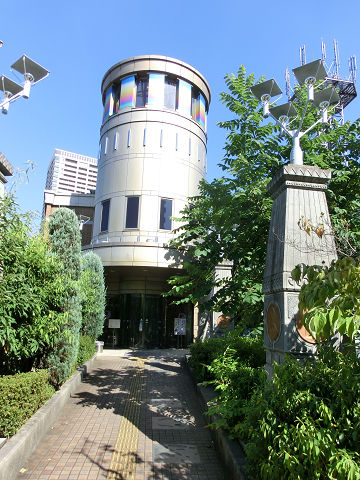
Entrée du musée.
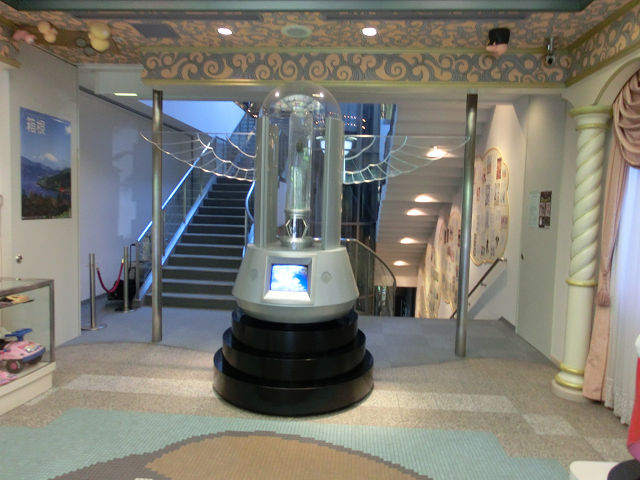
Capsule d'exposition.
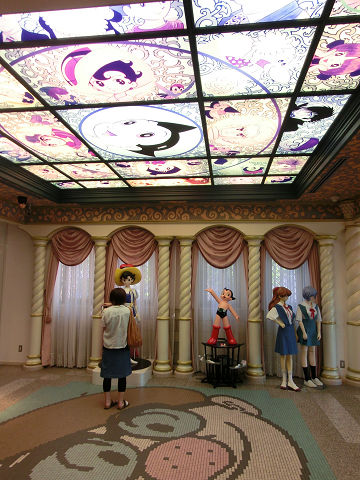
Statues de personnages de Tezuka.
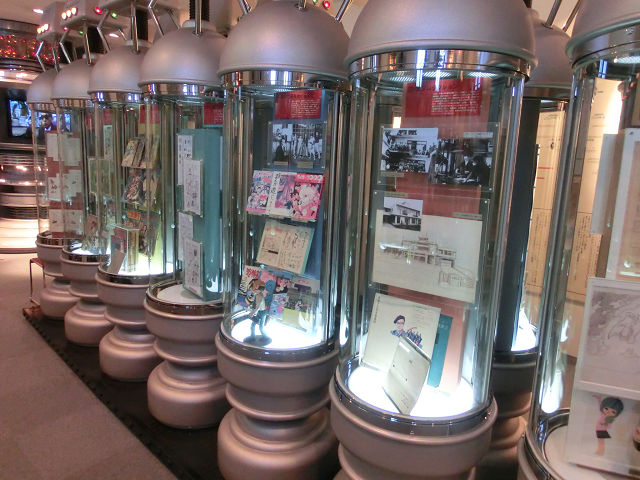
Capsules d'exposition.